# Delia hystricosternita
Delia hystricosternita este o specie de muște din genul Delia, familia Anthomyiidae, descrisă de Hsue în anul 1981. Conform Catalogue of Life specia Delia hystricosternita nu are subspecii cunoscute.